# Grande synagogue de Fălticeni
La grande synagogue de Fălticeni (en roumain : Sinagoga Mare din Fălticeni), située au 149 rue Ana Ipatescu à Fălticeni en Moldavie, dans le nord-est de la Roumanie, a été initialement construite en bois en 1795, puis reconstruite en pierre et brique en 1852. 

## Histoire

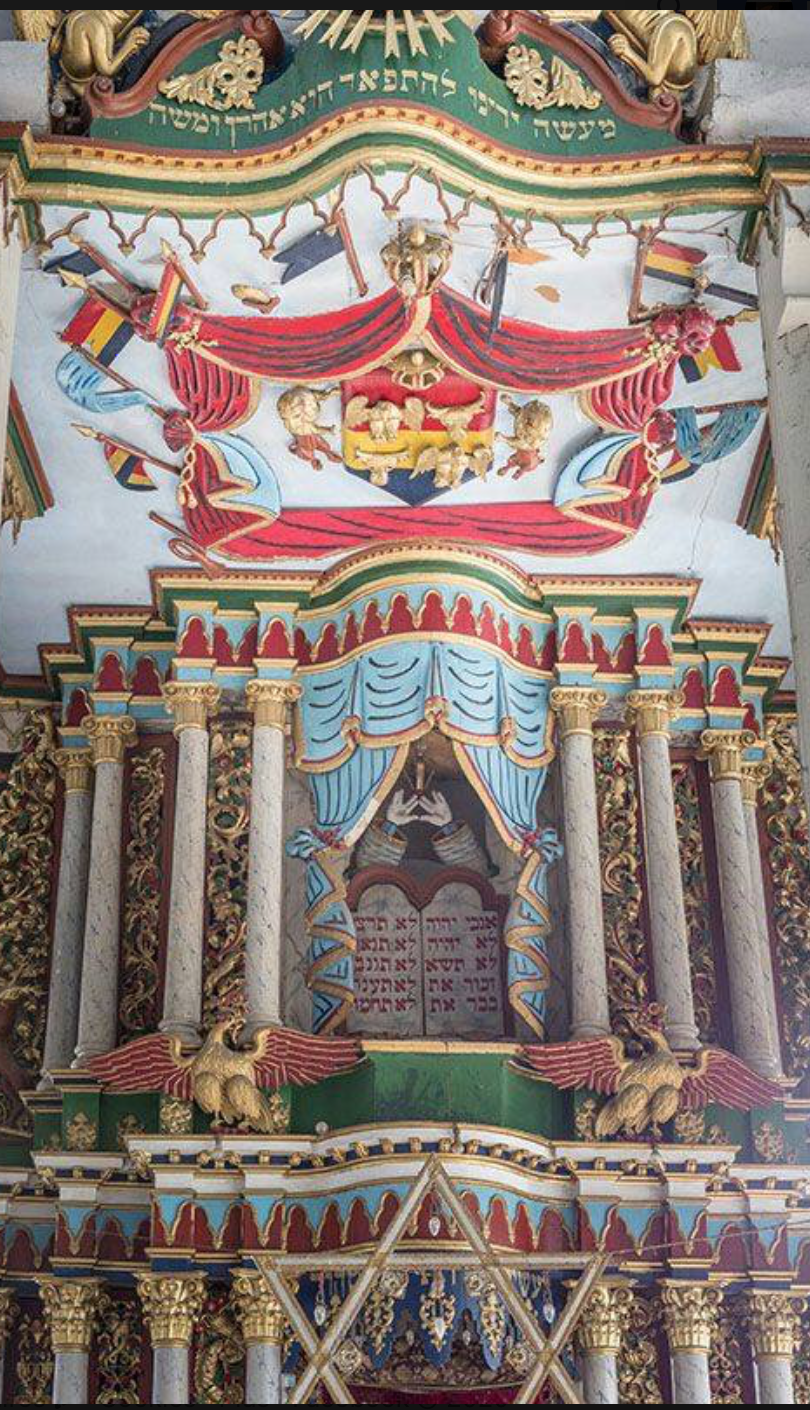
Détail intérieur de la grande synagogue

La grande synagogue de Fălticeni est construite en bois en 1795.
Détruite par un incendie en 1852, elle est reconstruite en pierre et brique.
Le bâtiment est de grandes dimensions, avec des murs d'environ 1 mètre d'épaisseur et de hautes fenêtres. L'aspect extérieure est modeste ; les façades sont enduites et peintes mais manquent de volume. Dans le même bâtiment, se trouve la synagogue Terkis qui était utilisée par les fidèles hassidiques. 
L'intérieur du bâtiment possède un sol en bois brut. L'ensemble est décoré avec talent et une certaine sensibilité artistique dans un style éclectique, essentiellement baroque, presque monumental. Les murs intérieurs sont peints de fresques murales représentant l'Eretz-Israël, effectuées par des peintres qui ne s'y sont jamais rendus,.
Le bâtiment se trouve en retrait par rapport à l'alignement de la rue Ana Ipatescu.

Vues extérieures du bâtiment
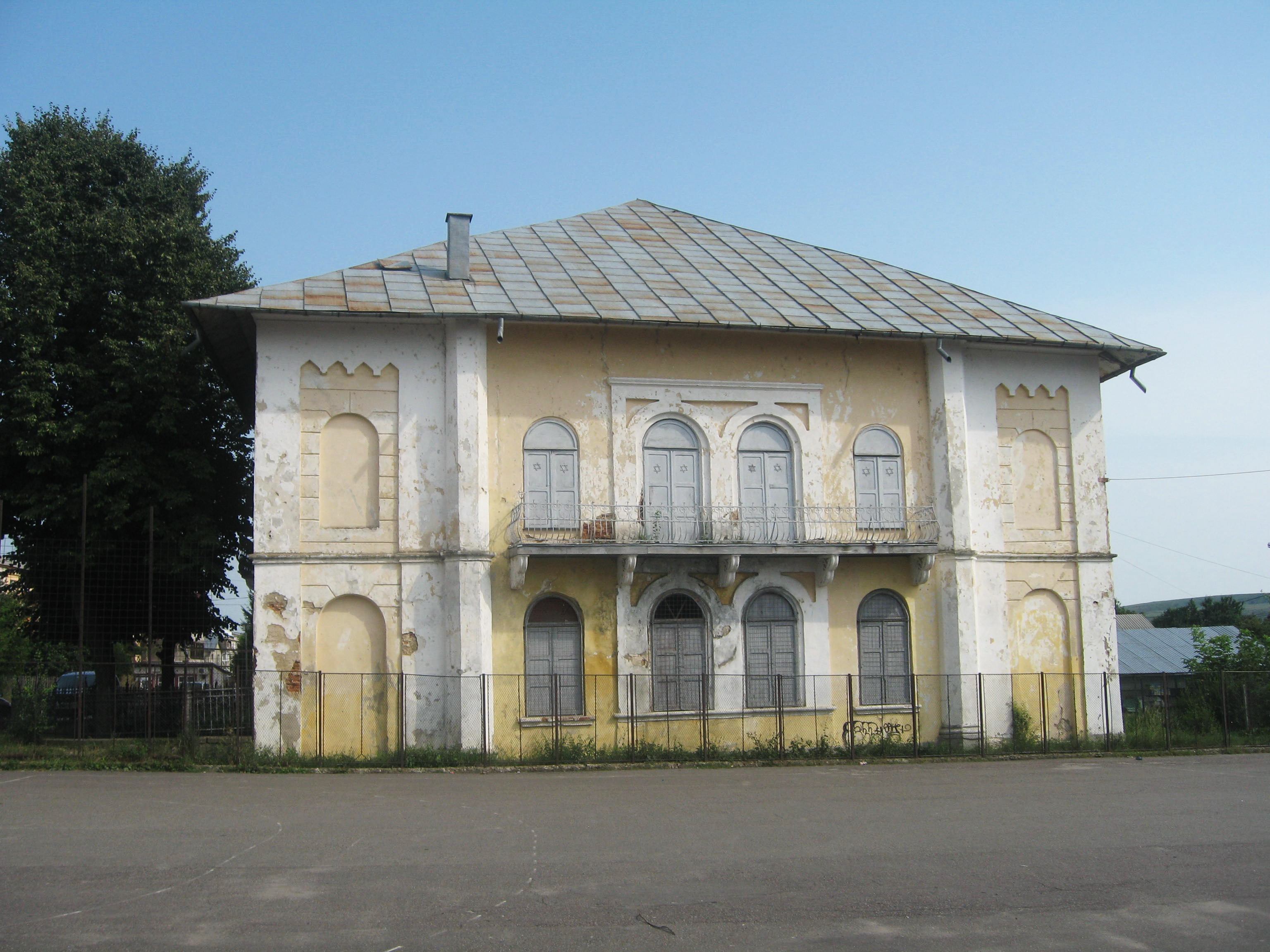
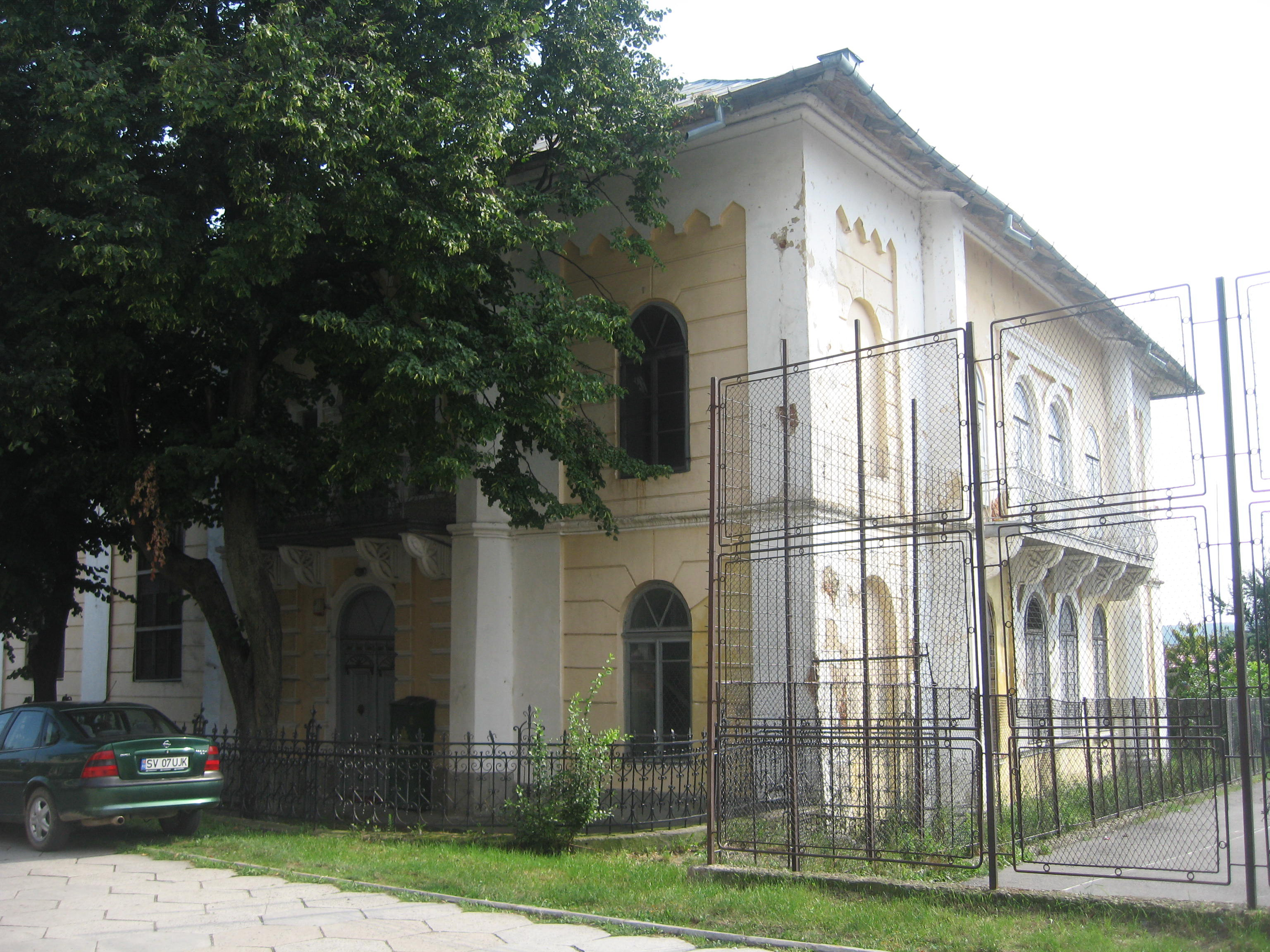
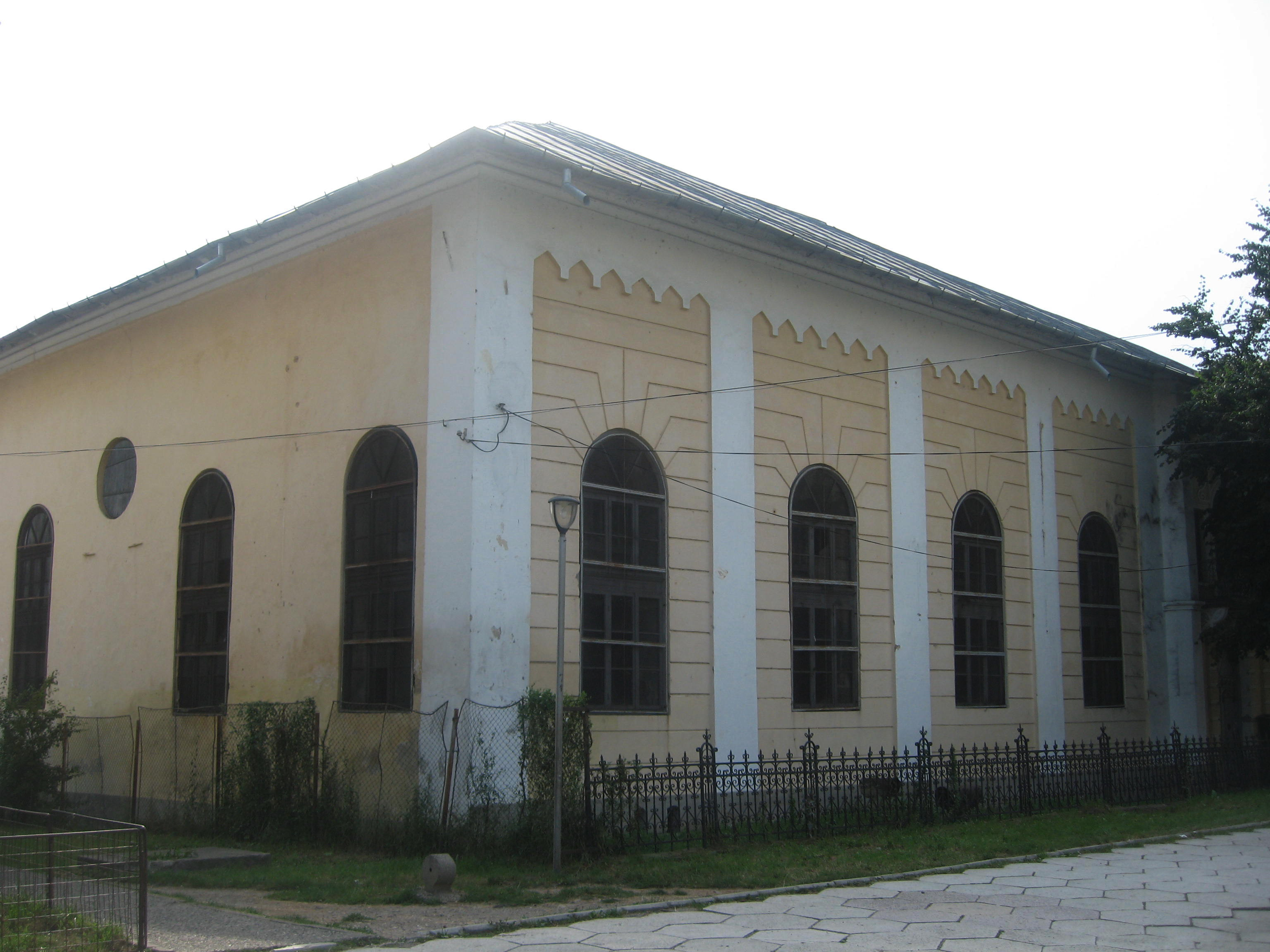

### Vandalisme
Le 18 mai 2002, la communauté juive de Fălticeni porte plainte à la police pour intrusion dans les locaux de la synagogue, entre le 27 avril et le 18 mai, inscriptions antisémites et vol d'un livre sacré. L'enquête menée par la police révélera que le rouleau de Torah avait bien été volé, et que ce vol était déjà mentionné dans les documents juridiques de la communauté juive de Bucarest. Quant aux inscriptions sur les parois intérieures de la synagogue, elles ne pouvaient pas être considérées comme antisémites en raison du fait qu'elles avaient été faites dans un lieu public auquel de nombreuses personnes avaient accès.
Dans la liste des synagogues de Roumanie publiée en 2008 par la Fédération des communautés juives de Roumanie dans Seventy years of existence. Six hundred years of Jewish life in Romania. Forty years of partnership FEDROM – JOINT (Soixante-dix ans d'existence. Six cents ans de vie juive en Roumanie. Quarante ans de partenariat FEDROM-JOINT), la grande synagogue de Fălticeni est répertoriée comme une synagogue en activité mais ne procède plus à d'offices religieux par manque de fidèles. 

## Liens

### Externes
- Photographies de l'intérieur de la Grande synagogue

### Internes
- Histoire de la Roumanie
- Histoire de la Roumanie pendant la Seconde Guerre mondiale
- Communauté juive de Fălticeni
- Histoire des juifs en Roumanie